# 漆生線
漆生線（日语：／ Urushio sen */?）曾經是一條連結日本福岡縣嘉穗郡稻築町（現、嘉麻市）的下鴨生站至福岡縣山田市（相同地為現、嘉麻市）的下山田站，屬於日本國有鐵道的鐵路線（地方交通線）。全線位於福岡近郊區間。
根據1980年實施的國鐵再建法獲指定為第2次特定地方交通線，1986年4月1日廢除。起初獲指定為第1次廢除對象，因為漆生站－才田站間有一些近才田站沿線建設的住宅團地（大坪團地），上下車乘客增加，故而推遲至第2次廢除對象。
此外，此線是第2次特定地方交通線（全31線區）當中第一條廢除的路線。

## 路線資料
- 路段（營業距離）
  - 下鴨生－下山田 7.9公里（嘉穗信號場－下山田（1.7公里）與上山田線重複）
  - 漆生－稻築 1.0公里
- 軌距：1067毫米
- 站數：5個（全線廢除時。包括起終點站。其他有信號場1個）
- 複線路段：全線單線
- 電氣化路段：全線非電氣化（日语：非電化）
- 閉塞方式：

## 車站列表
全線所在地在行政區合併後都位於福岡縣嘉麻市內。接續路線的公司名、所在地以漆生線廢除時為準。
| 中文站名   | 日文站名 | 英文站名 | 站間距離 | 營業距離 | 接續路線、備註             | 所在地       |
| ---------- | -------- | -------- | -------- | -------- | -------------------------- | ------------ |
| 下鴨生     |          |          | -        | 0.0      | 日本國有鐵道：後藤寺線     | 嘉穗郡稻築町 |
| 鴨生       |          |          | 1.2      | 1.2      |                            | 嘉穗郡稻築町 |
| 漆生       |          |          | 2.4      | 3.6      |                            | 嘉穗郡稻築町 |
| 才田       |          |          | 1.5      | 5.1      |                            | 嘉穗郡稻築町 |
| 嘉穗信號場 |          | /        | -        | 6.2      | 與上山田線的運行上的分岔點 | 嘉穗郡嘉穗町 |
| 下山田     |          |          | 2.8      | 7.9      | 日本國有鐵道：上山田線     | 山田市       |

1. ↑  漆生線廢除後成為單純的上山田線閉塞邊界機能

支線（1968年廢除）
括號內為起點站起計的距離
- 漆生－稻築（1.0）
  - 儘管在文檔中將其視為別的支線，本線通過稻築站的構內延伸至才田、上山田方向。